# 奇利科西 (愛荷華州)
奇利科西（英語：Chillicothe）是一個位於美國愛荷華州瓦佩洛縣的城市。

## 地理
奇利科西的座標為41°05′11″N 92°31′44″W / 41.08639°N 92.52889°W，而該地的平均海拔高度為209米（即686英尺）。

## 人口
根據2010年美國人口普查的數據，奇利科西的面積為0.62平方千米，當中陸地面積為0.60平方千米，而水域面積為0.02平方千米。當地共有人口97人，而人口密度為每平方千米156人。